# Agregador de reseñas
Un agregador de reseña es un sistema que recopila reseñas de productos y servicios (como películas, libros, videojuegos, software, hardware y automóviles). Este sistema almacena las reseñas y las utiliza con fines tales como apoyar un sitio web donde los usuarios pueden ver las reseñas, vender información a terceros sobre tendencias de consumo y crear bases de datos para que las empresas conozcan a sus clientes reales y potenciales. El sistema permite a los usuarios comparar fácilmente muchas reseñas diferentes de la misma obra. Muchos de estos sistemas calculan una valoración media aproximada, generalmente basada en la asignación de un valor numérico a cada reseña en función de su grado de valoración positiva de la obra. 
Los sitios de agregación de reseñas han comenzado a tener efectos económicos en las compañías que crean o fabrican los artículos bajo reseña, especialmente en ciertas categorías como los juegos electrónicos, que son caros de comprar. Algunas empresas han vinculado las tasas de pago de regalías y las primas de los empleados a las puntuaciones agregadas, y se ha visto que los precios de las acciones reflejan las calificaciones, en relación con las ventas potenciales. Es ampliamente aceptado en la literatura que existe una fuerte correlación entre las ventas y las puntuaciones agregadas. Debido a la influencia que las reseñas tienen sobre las decisiones de venta, los fabricantes a menudo están interesados en medir estas reseñas para sus propios productos. Esto se hace a menudo utilizando un agregador de reseñas de productos para empresas. En la industria cinematográfica, según Reuters, los grandes estudios prestan atención a los agregadores, pero "no siempre les gusta darles mucha importancia". 

## Agregadores de reseñas notables

### Libros
- iDreamBooks

### Electrónica
- Epinions
- TestFreaks
- TestSeek

### Cine y televisión
- FilmAffinity
- IMDb
- Metacritic
- Movie Review Query Engine
- Rotten Tomatoes

### Música
- Acclaimed Music
- AnyDecentMusic?
- Last.fm
- Metacritic
- Album of the Year

### Videojuegos
- GameRankings
- IMDb
- Metacritic
- OpenCritic